# Bonnac (Cantal)
Bonnac település Franciaországban, Cantal megyében. Lakosainak száma 160 fő (2022. január 1.). Bonnac Ferrières-Saint-Mary, Massiac, Molompize, Peyrusse, Saint-Mary-le-Plain, Saint-Poncy és Charmensac községekkel határos.

## Népesség
A település népességének változása:
| Lakosok száma | 277  | 175  | 170  | 151  | 172  | 167  | 164  | 163  | 162  | 160  |
|               | 1968 | 1982 | 1990 | 2006 | 2013 | 2015 | 2017 | 2019 | 2020 | 2022 |